# Diradops empuza
Diradops empuza là một loài tò vò trong họ Ichneumonidae.